# Michel Piccoli
Michel Piccoli ili punim imenom Jacques Daniel Michel Piccoli, (Pariz,  27. prosinca 1925. — 12. svibnja 2020.), francuski glumac.
Piccoli je sin talijanskih imigranata. Po završenom glumačkom obrazovanju nastupao je na različitim pariškim pozornicama, a svojevremeno je bio i ravnatelj kazališta Théâtre Babylone. Prvi put se na filmu pojavljuje još 1944. godine. Snimio je cijeli niz filmova, ponekad ostvarivši samo manje uloge te surađivao s velikim brojem režisera pa tako i s Luis Bunuelom u filmu La Mort en ce jardin (1956.). Prvu glavnu ulogu ostvario je u filmu Prezir (1963.) Jean-Luc Godarda. Krajem 1960-tih godina bio je često filmski partner Romy Schneider, a nastupio je i u njezinom posljednjem filmu Šetačica iz Sans-Soucija (1982.). Od 1966. do 1977. bio je u braku s Juliette Gréco.

## Vanjske poveznice
- Michael Piccoli u internetskoj bazi filmova IMDb-u (engl.)